# Cybele (Band)
Cybele (benannt nach der antiken Göttin Kybele) ist eine Band, die 1994 in der norwegischen Hauptstadt Oslo gegründet wurde.

## Geschichte
Ihrem Freundeskreis nacheifernd, beschlossen einige musikalisch noch unerfahrene junge Frauen auf einer Party eine Band zu gründen. Den Namen Cybele wählten sie, weil er auf die letzte matriarchalische Religion hinweist. Zunächst produzierte Cybele das Demo Atys’ Reverie (1996), dann erschien das Debütalbum Brightly Blackheart (1997). Nach der EP Songs of Soil (1999) erschien 2001 Interactive Playground bei Voices of Wonder. Die Band, die mehrere Umbesetzungen hinter sich hatte, beschritt – inspiriert durch Massive Attacks Album Mezzanine – neue Wege, indem sie Samples einsetzte. Die Gitarristin Elisabeth Østeby erklärte die Abkehr von der reinen Frauenband und dem Metalsound der Anfangszeit damit, dass sie sich „noch nie irgendwie selbst definiert“ hätten und dass alles auch „wieder vollkommen anders“ werden könne. Seitdem gab es keine weiteren Veröffentlichungen.

## Stil
Der Sound auf dem Demo Atys’ Reverie und dem Debütalbum Brightly Blackhearted ist stilistisch dem atmosphärischen Gothic bzw. Doom Metal zuzuordnen. Robert Müller vom Metal Hammer erkannte klassische New-Wave-Einflüsse der Kategorie Siouxsie and the Banshees. Diese stünden im Verbund mit von harten Gitarren gebildeten rockigen Grundgerüsten. Dies weise in Richtung Gothic, ohne eine apathische oder depressive Stimmung zu erzeugen, sondern sei „vibrierend lebendig“.
Auf dem zweiten Album der bis dato rein weiblichen Band zeigte sich ein stilistischer Kurswechsel. Vom Online-Magazin heavyhardes.de wurde Interactive Playground als „mittelmäßiges, leicht verdaubares Album“ bezeichnet, das sich anhört „wie die poppigere Version einer beliebigen 08/15-Gothic Band“. Das englische Online-Magazin allmusic.com bezeichnete es dagegen als „eines der besseren Goth / Alternative Alben 2001“. Die Justierung des Albums, hieß es in der Eclipsed-Rezension, sei balladesk und melancholisch, wobei die Lieder untereinander, aber auch in sich selbst, verschiedene Stilansätze trügen. So schlage zum Beispiel das Eröffnungsstück Unison „einmal in Richtung Gathering, einmal in Richtung Björk, nur um den Hörer dann vollends im Trüben fischen zu lassen“. In einer Festivaleinstimmung fasste die Eclipsed-Redaktion die Vorzüge von Cybele zusammen: „Sie sind offen gegenüber einer Vielfalt an musikalischen Ausdrucksmöglichkeiten, ob Indie, Gothic, Atmospheric Rock, Hardrock oder sogar alternativem Pop.“ Die Texte sind laut eigener Aussage meistens gesellschaftskritisch.

## Diskografie
- 1996: Atys’ Reverie (Demo)
- 1997: Brightly Blackhearted (Album, Head Not Found)
- 1999: Songs of Soil (EP, Head Not Found)
- 2001: Interactive Playground (Album, Voices of Wonder)